# Giv'at Chen
Giv'at Chen (hebrejsky גִּבְעַת חֵ"ן, v oficiálním přepisu do angličtiny Giv'at Hen) je vesnice typu mošav v Izraeli, v Centrálním distriktu, v Oblastní radě Drom ha-Šaron.

## Geografie
Leží v nadmořské výšce 65 metrů v hustě osídlené a zemědělsky intenzivně využívané pobřežní nížině, respektive Šaronské planině.
Obec se nachází 7 kilometrů od břehu Středozemního moře, cca 14 kilometrů severovýchodně od centra Tel Avivu a cca 71 kilometrů jihojihozápadně od centra Haify. Leží v silně urbanizované krajině, ve které na sebe plynule navazují okolní města Kfar Saba, Ra'anana, Herzlija a Hod ha-Šaron, která pak tvoří součást aglomerace Tel Avivu (takzvaný Guš Dan). Mošav tvoří jakousi enklávu na pomezí všech výše uvedených měst, s torzovitě zachovanou zemědělskou krajinou. Giv'at Chen obývají Židé, přičemž osídlení v tomto regionu je etnicky převážně židovské.
Giv'at Chen je na dopravní síť napojen pomocí místních komunikací v rámci okolní aglomerace.

## Dějiny
Giv'at Chen byl založen v roce 1933. Jeho název je akronymem jména hebrejského básníka Chajima Nachmana Bialika - Chajim Nachman. Zakladateli mošavu byla skupina Židů z východní Evropy.
Mošav byl založen jako součást širšího programu Hitjašvut ha-Elef (התיישבות האלף), který měl za cíl urychlit zřizování menších zemědělských osad, které by pomohly utvořit územně kompaktní bloky židovského osídlení v tehdejší mandátní Palestině. Zpočátku se zde usadilo 41 rodin. Mnoho prvních osadníků ale brzy vesnici opustilo kvůli těžkým hospodářským poměrům. Pokračoval ale příliv nových obyvatel z řad židovských přistěhovalců z Ruska, Litvy a Polska, později sem dorazili i Židé z Německa. V době arabského povstání po roce 1936 byli obyvatelé nuceni svou vesnici trvale hlídat.
Před rokem 1949 měl Giv'at Chen rozlohu katastrálního území 684 dunamů (0,684 kilometru čtverečního). Správní území obce v současnosti dosahuje 1300 dunamů (1,300 kilometru čtverečního). Místní ekonomika je stále zčásti založena na zemědělství (pěstování citrusů a květin).

## Demografie
Podle údajů z roku 2014 tvořili naprostou většinu obyvatel v Giv'at Chen Židé (včetně statistické kategorie "ostatní", která zahrnuje nearabské obyvatele židovského původu ale bez formální příslušnosti k židovskému náboženství).
Jde o menší sídlo vesnického typu s dlouhodobě mírně rostoucí populací. K 31. prosinci 2014 zde žilo 373 lidí. Během roku 2014 populace klesla o 2,1 %.
| Rok            | 1948 | 1961 | 1972 | 1983 | 1995 | 2001 | 2003 | 2004 | 2005 | 2006 | 2007 | 2008 | 2009 | 2010 | 2011 | 2012 | 2013 | 2014 |
| -------------- | ---- | ---- | ---- | ---- | ---- | ---- | ---- | ---- | ---- | ---- | ---- | ---- | ---- | ---- | ---- | ---- | ---- | ---- |
| Počet obyvatel | 228  | 256  | 272  | 256  | 301  | 320  | 333  | 336  | 338  | 346  | 358  | 379  | 355  | 362  | 384  | 389  | 381  | 373  |